# Люксембургский вокзал
Железнодорожная станция Люксембург (люкс. Gare Lëtzebuerg, фр. Gare de Luxembourg, нем. Bahnhof Luxemburg) — главная железнодорожная станция Люксембурга. Обслуживается государственной компанией Chemins de Fer Luxembourgeois.
Станция является центром внутренней железнодорожной сети Люксембурга, выступая конечной для всех, кроме одной из железных дорог Люксембурга (Линия 80, для которой она является транзитной). Кроме того со станции отправляются поезда в соседние страны: Бельгию, Францию и Германию. С июня 2007 года LGV Est связал станцию с французской сетью TGV.
Станция находится в 2 км к югу от центра города (Виль-От), к югу от реки Петрус. По вокзалу назван один из районов Люксембурга — Гар (фр. Gare — вокзал).

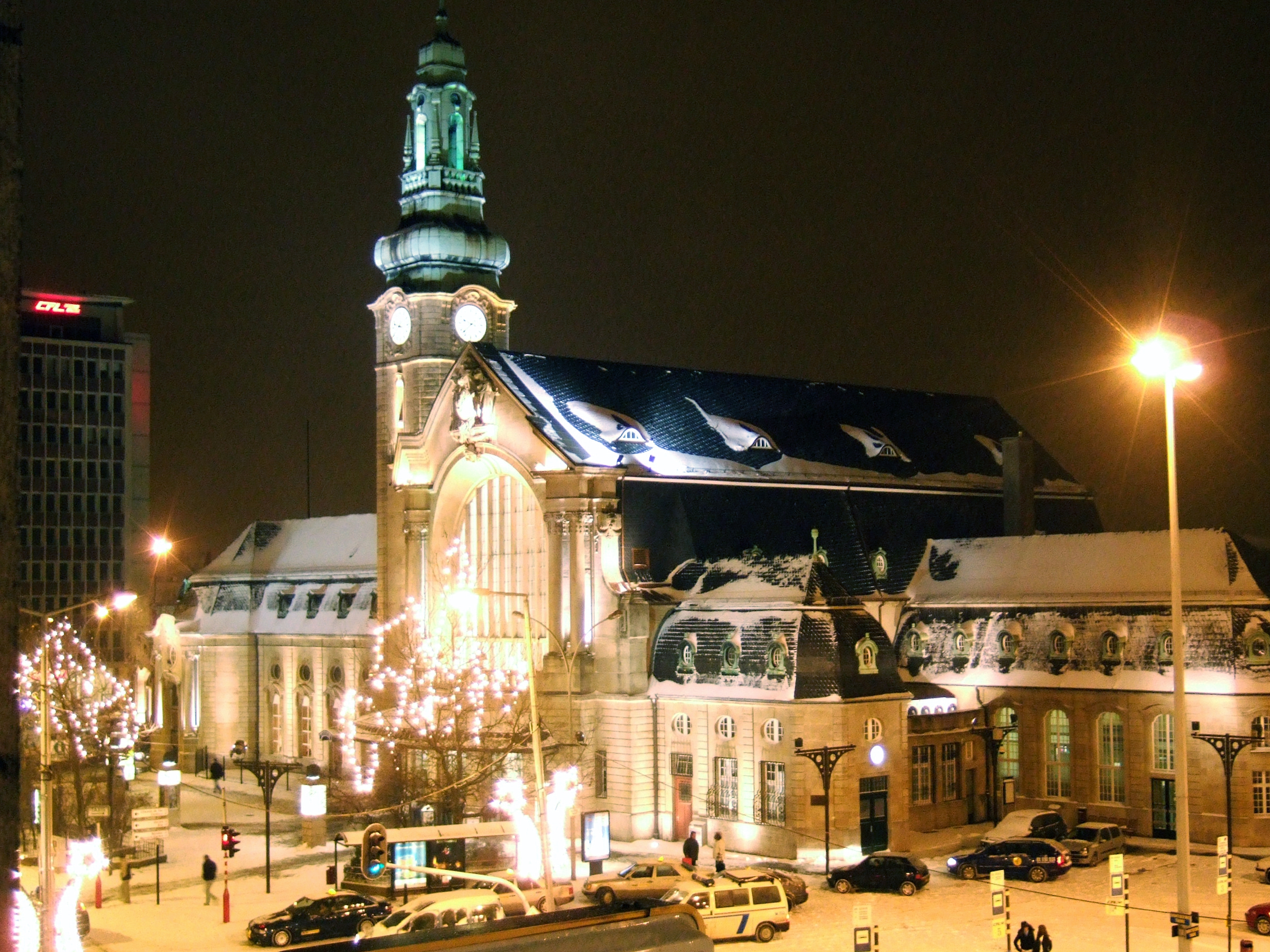
Здание вокзала